# 安倍能成
安倍能成（日语：／，1883年12月23日—1966年6月7日）是日本昭和时代的哲学家、教育家和政治家。

## 生平
作为战后不久的教育大臣，他监督了日本教育体系的重大改革。